# Feketeerdő (Magyarország)
Feketeerdő (németül: Schwarzwald, szlovákul: Čierny Les) község Győr-Moson-Sopron vármegyében, a Mosonmagyaróvári járásban. Dunakilitivel  alkotja a Dunakiliti-Feketeerdő Körjegyzőséget.

## Fekvése
A község a Mosoni-Duna partján fekszik, a Szigetköz északnyugati részén, Mosonmagyaróvártól 8 kilométerre északra, Pozsonytól 35 kilométerre dél-délkeletre.

## Közlekedése
A település főútja az országos közútként 1408-as számozást viselő mellékút, amely Mosonmagyaróvárt köti össze Feketeerdőn és Dunakilitin keresztül Rajkával.

## Történelme
Egy 1274 körüli oklevélben említik először. (Fekete Erdeu, Fekethewedeu néven írták le) Várbirtokként szerepel Hunyadi-kori tulajdonosai: a Szent-györgyi és Bazini grófok. A Mosoni-Duna három oldaláról vette körül a falut, keleti részén az óvári uradalom terült el. A nagy sorscsapásoktól a környezet többször megvédte. Így amikor a törökök az egész vármegyét elpusztították 1683-ban, környezete - a víz - megvédte a települést, így elkerülte a rombolást. Az 1730-as pestisjárvány viszont csaknem teljesen elnéptelenítette.
1796 „Fekete Erdő. Schwarzer Wald. Elegyes falu Moson Vármegyében, földes Aszszonya Felséges Fő H. A. Krisztina, fekszik Halászitól nem meszsze, s határja ehez hasonlító, réttyei ugyan jók, de termő földgyével egygyütt Duna vize elszokta önteni, fája tűzre van, de egyéb javai tsekéllyek lévén, harmadik Osztálybéli.”
1851 „Feketeerdő, Schwarzwald, m. falu Mosony vármegyében, a sziget közben 223 kath. lakossal, 14 telkes gazdával, 157 hold negyedosztálybeli szántófölddel, 168 embervágó réttel, sok gyümölcsös kerttel, erdővel. Földes ura Károly főherczeg.”
A Duna-ágon csak a 20. században épült először fahíd, ami kialakította Feketeerdő kapu-szerepét, a lakosságnak a kereskedelembe való bekapcsolódás tágabb lehetőségeit.
A munkaerő nagy része Dunakiliti és Mosonmagyaróvár, valamint a szlovákok betelepülése nyomán Pozsony munkahelyeire ingázik. Az önkormányzat kultúrház, könyvtár és orvosi rendelő kivételével saját intézményt nem tart fenn.
A 2000-es évek közepétől számos szlovák állampolgár vásárolt telket, házat a településen az alacsony ingatlanárak és Pozsony közelsége (35 km) miatt. Az új lakóparkban az ingatlanok többsége az övék.

## Elnevezései
Érdekesség, hogy horvátul két neve is létezik a településnek: a bezenyeiek Černa Guorának, a horvátkimleiek pedig Fierdának nevezik a települést.

## Közélete

### Polgármesterei
- 1990–1994: Galambos Jenőné (független)[7]
- 1994–1998: Galambos Jenőné (független)[8]
- 1998–2002: Galambos Jenőné (független)[9]
- 2002–2006: Galambos Jenőné (független)[10]
- 2006–2010: Novák András (független)[11]
- 2010–2014: Novák András (független)[12]
- 2014–2019: Novák András (független)[13]
- 2019–2024: Novák András (független)[14]
- 2024– : Mogyorósi Krisztián (független)[1]

## Népesség
A település népességének változása:
| Lakosok száma | 537  | 549  | 558  | 642  | 688  | 674  | 679  |
|               | 2013 | 2014 | 2015 | 2021 | 2022 | 2023 | 2024 |

A 2011-es népszámlálás során a lakosok 73,2%-a magyarnak, 0,2% görögnek, 0,4% horvátnak, 0,2% lengyelnek, 4,7% németnek, 6,3% szlováknak mondta magát (21,2% nem nyilatkozott; a kettős identitások miatt a végösszeg nagyobb lehet 100%-nál). A vallási megoszlás a következő volt: római katolikus 56,7%, református 2,3%, evangélikus 1,4%, felekezeten kívüli 5,4% (34,1% nem nyilatkozott).
2022-ben a lakosság 79,1%-a vallotta magát magyarnak, 13,2% szlováknak, 2,5% németnek, 1,4% cigánynak, 0,3% lengyelnek, 0,3% horvátnak, 1,5% egyéb, nem hazai nemzetiségűnek (9,6% nem nyilatkozott; a kettős identitások miatt a végösszeg nagyobb lehet 100%-nál). Vallásuk szerint 48,8% volt római katolikus, 1,5% evangélikus, 0,7% református, 0,9% egyéb keresztény, 0,3% egyéb katolikus, 15,8% felekezeten kívüli (32% nem válaszolt).

## Turizmus
Feketeerdő közelében halad el az EuroVelo 6 és Sultans Trail nemzetközi kerékpáros túraútvonal, így számos kerékpáros áthalad a településen útban Németország felől Budapestre.
A település látnivalói:
- A millennium emlékét őrzi a Hét vezér téren 1896-ban ültetett hét tölgyfa.
- természetvédelmi értéke: 190.5 hektár a védett erdő- és gyepterület.[17]

## Nevezetes lakók
- Itt él Tomáš Borec (1967), Robert Fico korábbi szlovák kormányfő második kormányának igazságügy-minisztere[4]